# James Van Allen
James Alfred Van Allen (n. 7 septembrie 1914, Mount Pleasant⁠(d), Iowa, SUA – d. 9 august 2006, Iowa City⁠(d), Iowa, SUA) a fost un om de știință american de la Universitatea din Iowa, specializat în spațiul cosmic. Centurile de radiații Van Allen au fost numite după el, în urma misiunilor din 1958 a sateliților Explorer 1 și Explorer 3, în care Van Allen a susținut că pentru a detecta particulele încărcate ar trebui să fie folosit  un contor Geiger.